# 四季使い
『四季使い』（しきつかい）は、原作：是空とおる、漫画：たかなぎ優名による日本の漫画作品。『月刊少年シリウス』（講談社）にて2005年9月号から2011年11月号まで連載された。
季節の力を操る能力者「四季使い」と、その究極の存在「森羅」である主人公の少年季月アキラの、地球と人類の未来を懸けた戦いを描く。

## 登場人物

### 主要人物
季月アキラ
本作の主人公。14歳。すべての季節を統べる「森羅」の素質を持った少年。
全文詠唱でなら「森羅」の力を使える。また、こよみを通して3月の四季符は完全に使える。
桜木こよみ
アキラを守護する少女。3月「春」の四季使い。
父・桜木健辰やアキラの父潤一郎によって生み出された人型季獣。後にアキラが生み直し、三月の四季符のみで構成されている。季獣らしい本当の姿は桜の大木。
人間らしい感情を少しずつ形成しているが、レイ曰く性的・恋愛感情は欠落している。

### 「冬」「春」の四季使い
イヴ・キャロル
12月「冬」の四季使い。
睦月萌
1月「冬」の四季使いの少女。冬の中心。主人公を影から護っていた。
七夜との戦闘では重傷を負ったがレイのおかげで回復した。
星鳥寺レイ
2月「冬」の四季使いの女性。アキラのクラスの担任教師。風祭紅葉とは親友だった。
星鳥寺家と睦月家は古くから親交がある。星鳥寺家は京都の名門。
潤一郎に好意を抱いていたが、四季符を生み出したことで生殖機能を失ったために彼との関係の発展を諦めた。
王春天
4月「春」の四季使いの少女。
稲苗さつき
アキラの同級生の少女。後に健午から5月の四季符を譲り受け四季使いとなった。
フミヤに好意を抱いている。

### 「夏」「秋」の四季使い
涼暮みな
6月「夏」の四季使いの少女。主人公および「春」、「冬」の勢力と対立している。
双子の姉を生き返らせることを目的とし、そのために紅葉の下につくこともいとわなかった。
蘭月七夜
7月「夏」の四季使いの女性。主人公および「春」、「冬」の勢力と対立している。
フミヤは実の弟で、幼い頃の両親の離婚により離れ離れになった。フミヤのためならなんでもする。
ウルル
8月「夏」の四季使いの女性。主人公および「春」、「冬」の勢力と対立している。
なぜか紅葉に心酔しており、紅葉のためなら命も投げ出す。
風祭紅葉
9月「秋」の四季使いの女性。主人公および「春」、「冬」の勢力と対立している。
もともとはレイの親友だったが、人を大事に思い過ぎて壊れてしまった。
神無月カンナ
10月「秋」の四季使いの女性。「秋」の立場として他の四季使いの暴走を食い止めようとしている。男性恐怖症。
露隠神楽
11月「秋」の四季使い。主人公および「春」、「冬」の勢力と対立しているように装っている。忍者風の装束とマスクにより顔を隠していたが、パワースポットである千年桜を襲撃する際にその姿を表した。露隠忍軍第48代当主。
森羅万象の四季符を持つものに仕えている。

### その他の登場人物
桐原フミヤ
アキラの親友。美男子で秀才であり人気者。蘭月七夜の弟。
シン
少年の姿をした融合季獣。星鳥寺レイの家に同居し、彼女を母と呼んでいる（レイは嫌がっている）。
体内にどの月の四季符でも内包することが可能。
季月潤一郎
アキラの父。「調停者」を名乗る謎の存在。なぜか「森羅」の四季符を持つ。
季月めぐみ
アキラの母。背が小さい。そのため恋のライバルだったレイからは「ミニめぐ」と呼ばれている。
料理を作らせると豪華に作り過ぎる傾向があるため、アキラに止められている。
やたらと力強い。
稲苗健午
さつきの父。元5月「春」の四季使い。
娘に四季符を譲ったため力を失った。潤一郎や建辰とは古い仲。
櫻木建辰
こよみの父。もともと実の娘に「こよみ」が居たのだが、事故で死亡。
そのため、生みだした人型季獣に同じく「こよみ」と名付け、娘として育ててきた。
足が不自由だが、これは幼少期の人型季獣こよみをかばった際に負った負傷の影響。

## 用語
四季使い
地球の気候を護り命の発展を促すのが使命。季節に寄り添い人類に知られることなく影から地球を支えてきた。
四季符
四季使いたちが持っているカード。同じ月の四季符を取り込むことでより強くなる。
四季符は自分の誕生日の四季符しか操れず、同じ月を持っていなければ持っていても意味はない。
同じ月の四季符が全部集まったら昇格《プロモーション》でき、同じ季節の四季符を取り込むことができる。

## 書誌情報
- 是空とおる たかなぎ優名 『四季使い』 講談社〈シリウスKC〉
  1. 2006年1月23日発行 ISBN 978-4-06-373013-5
  2. 2006年7月21日発行 ISBN 978-4-06-373032-6
  3. 2007年2月23日発行 ISBN 978-4-06-373059-3
  4. 2007年8月23日発行 ISBN 978-4-06-373080-7
  5. 2008年2月22日発行 ISBN 978-4-06-373099-9
  6. 2008年7月23日発行 ISBN 978-4-06-373124-8
  7. 2009年1月23日発行 ISBN 978-4-06-373150-7
  8. 2009年7月23日発行 ISBN 978-4-06-373179-8
  9. 2009年12月22日発行 ISBN 978-4-06-373188-0
  10. 2010年4月23日発行 ISBN 978-4-06-376219-8
  11. 2010年11月9日発行 ISBN 978-4-06-376247-1
  12. 2011年9月9日発行 ISBN 978-4-06-376280-8
  13. 2011年10月7日発行 ISBN 978-4-06-376301-0